# Abner Doubleday
Abner Doubleday (Ballston Spa, 26 giugno 1819 – Mendham, 26 gennaio 1893) è stato un generale statunitense.

## Biografia
Suo padre era Ulysses F. Doubleday, editore che ha combattuto nella guerra del 1812. Dopo aver frequentato la scuola locale si trasferì da suo zio a Cooperstown e successivamente, dopo aver praticato l'attività di ingegnere civile per alcuni anni si iscrisse all'Accademia Militare degli Stati Uniti
Si racconta che un anno dopo, nel 1839, egli abbia inventato il gioco del baseball, tale racconto rimane una leggenda.

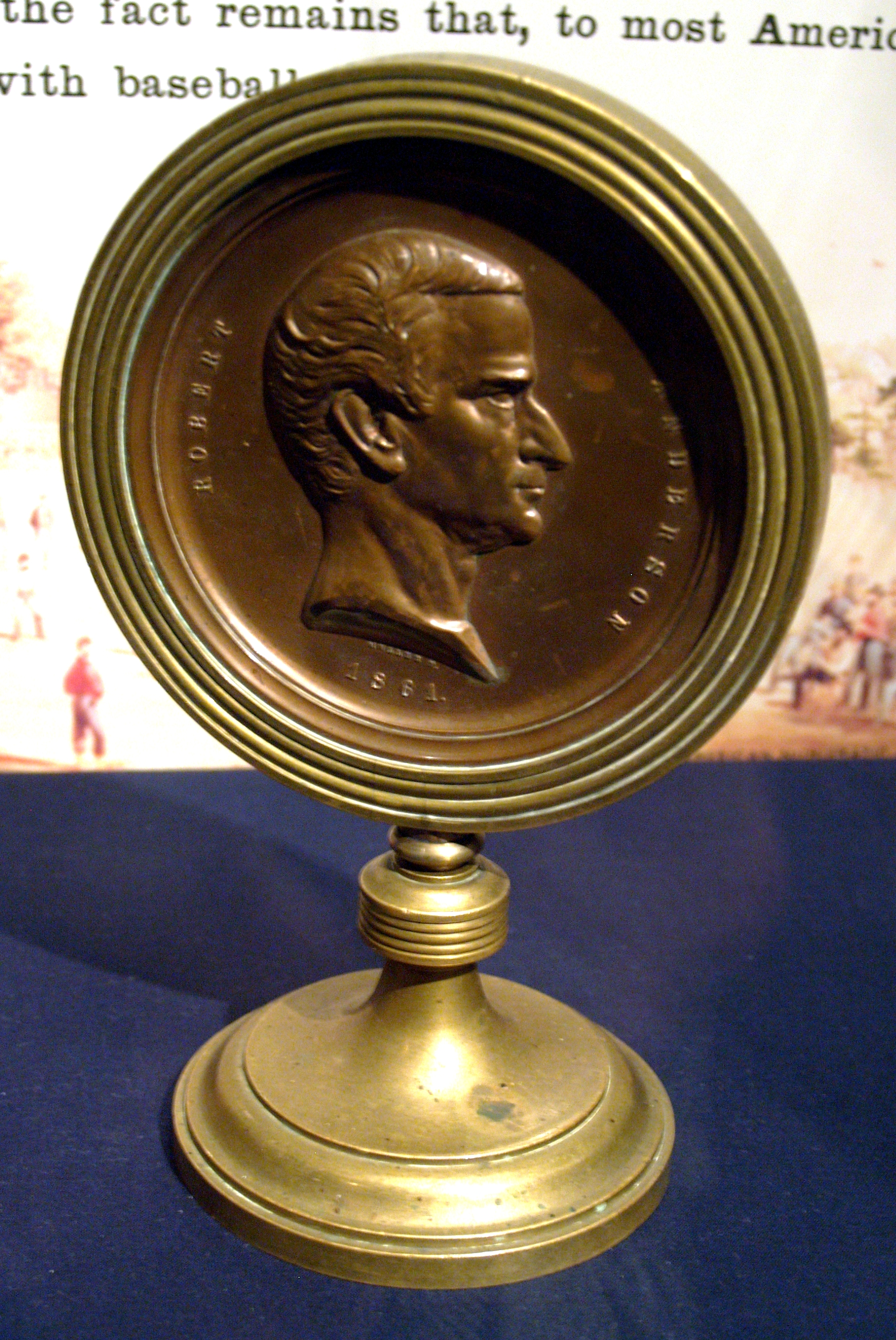
Medaglia ricevuta da Abner Doubleday per le sue imprese a Fort Sumter

Dopo aver partecipato alla Guerra messico-statunitense dal 1846 al 1848 sposò nel 1852 Mary Hewitt. La sua attività militare riprese alcuni anni dopo, partecipando alle Guerre Seminole dal 1856 al 1858. Si distinse durante la battaglia di Fort Sumter al cui comando si trovava Robert Anderson,
Ottenne alcune promozioni distinguendosi per le sue iniziative aiutando con l'appoggio di rinzorzi John Gibbon inviati al posto Rufus King impedito di prendere decisioni al momento, venne poi sostituito da John P. Hatch.
Nel 1884 fu Presidente della Sezione Americana della Società Teosofica, con William Quan Judge come  Segretario Generale.
Partecipò alla battaglia di Gettysburg. Alla sua morte il corpo venne seppellito al cimitero nazionale di Arlington, Arlington, stato della Virginia.

## Riconoscimenti
La Liberty SS Abner Doubleday venne chiamata così in suo onore